# Skrabnæsespil
Skrabnæsespil eller blot skrabnæse er et spil for to, tre, fire deltagere. I spillet indgår små udskårne redskaber, værktøj af træ eller ben (eller plastic): rive, hakke, spade, sav osv., der lægges i en dynge på bordet og enkeltvis med et særligt redskab, en pind med krog, skal tages hjem ("bjerges"), uden at de tilbageblevne stykker bevæges. På genstandene er der skrevet forskellige tal, deres værdi, som beregnes efter, hvor vanskelig henstanden er at bjerge, en sav kan gælde 10, en plejl 3 osv. Man bjerger efter tur. Så længe man kan tage fra bunken, må man blive ved, men bevæges en anden genstand, end den man er i færd med at tage, er det den næstes tur. Undertiden kan genstandene ligge således, at man ikke kan bjerge. Da har man lov til at "slå i bunken", således at spillet kan fortsættes, men den, der slår, mister retten til at bjerge i den omgang. Den, der ved spillets slutning har færrest point, er Skrabnæse, og kradses let på næsen med saven af de andre.